# Serghine
Serghine è un comune dell'Algeria, situato nella provincia di Tiaret.